# Dysstroma boreata
Dysstroma boreata är en fjärilsart som beskrevs av Curtis 1836. Dysstroma boreata ingår i släktet Dysstroma och familjen mätare. Inga underarter finns listade i Catalogue of Life.